# 22019 Leviticusalewis
22019 Leviticusalewis è un asteroide della fascia principale interna. Scoperto nel 1999, presenta un'orbita caratterizzata da un semiasse maggiore pari a 2,290159 UA e da un'eccentricità di 0,184769, inclinata di 10,272603° rispetto all'eclittica.